# Az utolsó év
Az utolsó év mexikói telenovella. A sorozat 2012. szeptember 3-án került adásba a MTV-n. Magyarországon 2013. január 8-án mutatta be a Viva.

## Szereplők

### Főszereplők
| Színész(nő)       | Szerepnév                         | Megjegyzés                                | Magyar hang   |
| ----------------- | --------------------------------- | ----------------------------------------- | ------------- |
| Mauricio Henao    | Martín Santoro / Tomás Ruíz Galán | Bűnöző, Julio fia                         | Dévai Balázs  |
| Kendra Santacruz  | Celeste Roy                       |                                           | Haffner Anikó |
| Iliana Fuengó     | Fernanda Cervantes                | Benjamín barátnője                        | Solecki Janka |
| Martín Barba      | Benjamín Casanegra Green          | Hernán és Emilia fia, Camila testvére     | Szatory Dávid |
| Gimena Gómez      | Dolores 'Lola' García Moreno      | Celeste barátnője                         |               |
| Norman Delgadillo | Leónidas 'Leo'                    |                                           |               |
| Julia Urbini      | Camila Casanegra Green            | Hernán és Emilia lánya, Benjamín testvére |               |
| Polo Morín        | Nicolás 'Nico' Montes             |                                           |               |
| Paola Galina      | Julieta Thompson                  |                                           |               |
| Michel Duval      | Miguel Ángel Valdés               |                                           |               |

### Vendég- és mellékszereplők
| Színész(nő)         | Szerepnév        | Megjegyzés                                  | Magyar hang |
| ------------------- | ---------------- | ------------------------------------------- | ----------- |
| Fabián Peña         | Julio Ruíz       | Bűnöző, Martín/Tomás édesapja               |             |
| Jordi Alcaraz       | Félix            |                                             |             |
| Juan de Dios Ortíz  | P.               | Tanár                                       | Láng Balázs |
| Lisette Morelos     | Lisette Morelos  | Színésznő                                   |             |
| María José Suárez   | Amanda           | Celeste nagynénje                           |             |
| Martín Navarrete    | Hernán Casanegra | Benjamín és Camila édesapja, Emilia exférje |             |
| Palmeira Cruz       | Vanessa          |                                             |             |
| Patricia Rozitchner | Emilia Green     | Benjamín és Camila édesanyja                |             |
| Tatiana Martínez    | Frida            |                                             |             |